# Spettro di assorbimento

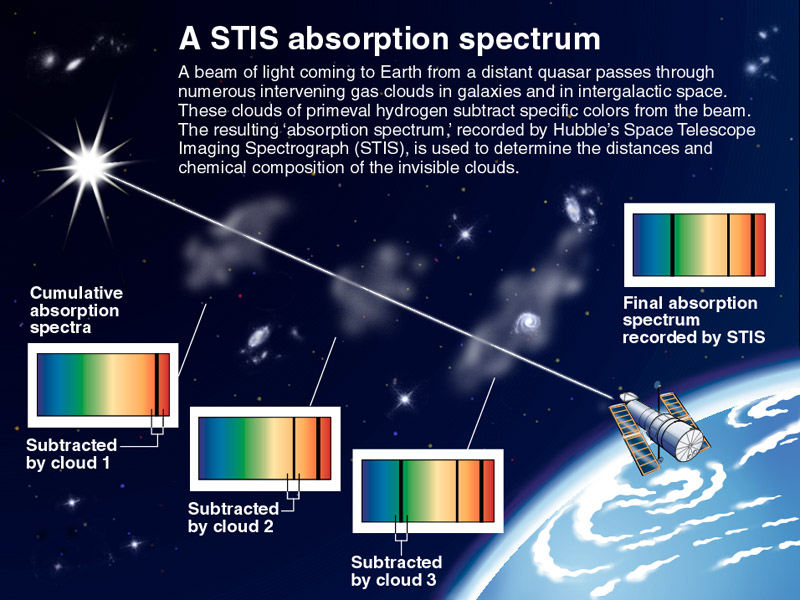
Spettro di assorbimento osservato dal telescopio spaziale Hubble

Lo spettro di assorbimento di un materiale mostra la frazione di radiazione elettromagnetica assorbita in un certo intervallo di frequenze. È, in un certo senso, l'opposto dello spettro di emissione.
Ogni elemento chimico ha proprie linee di assorbimento corrispondenti a specifiche lunghezze d'onda e relative alle differenze tra i livelli energetici dei suoi orbitali atomici. Ad esempio, un oggetto che assorbe blu, verde e giallo apparirebbe rosso se illuminato da una luce bianca. Per questa ragione lo spettro di assorbimento può essere utilizzato per identificare gli elementi presenti in un gas o in un liquido . Questo metodo è applicato per dedurre la presenza di elementi nelle stelle e in altri oggetti gassosi che non possono essere misurati direttamente.